# Бардаи
Барда́и (фр. Bardaï, араб. برداي‎) — небольшой город в республике Чад, административный центр региона Тибести, входящего в него департамента Восточное Тибести и одноимённой супрефектуры Бардаи.

## Географическое положение
Город находится в северо-западной части Чада, на северо-западной части плоскогорья Тибести, в пределах долины (вади) Эннери-Бардаге, на высоте 1020 метров над уровнем моря.
Бардаи расположен на расстоянии приблизительно 933 километров к северо-северо-востоку (NNE) от столицы страны Нджамены.

## Климат
Климат города характеризуется как аридный жаркий (BWh в классификации климатов Кёппена). Уровень атмосферных осадков, выпадающих в течение года крайне низок (среднегодовое количество — 15 мм). Средняя годовая температура составляет 22 °C.

## История
Первым европейцем, посетившим Бардаи был немецкий путешественник Густав Нахтигаль. Он прибыл в город 8 августа 1869 года, но уже в начале сентября был вынужден покинуть Бардаи из-за враждебного отношения местных жителей. В 1908 году город был захвачен турками, разместивших в нём небольшой гарнизон. В 1914 году город был занят французами.

В 1974 году, в ходе Гражданской войны, Бардаи был захвачен силами группировки ФРОЛИНА под командованием Хиссена Хабре. При этом были взяты в заложники гражданин Германии Кристоф Штальвен и француженка Франсуаза Клостр.

## Население
По данным официальной переписи 2009 года численность населения Бардаи составляла 3726 человека (2082 мужчины и 1644 женщины). Дети в возрасте до 15 лет составляли 37,8 % от общего количества жителей города.

## Транспорт
В окрестностях Бардаи расположен аэропорт Бардаи-Зугра (ICAO: FTTZ).